# 鲁晓明
鲁晓明（1970年8月—），男，汉族，中华人民共和国政治人物。现任广东财经大学法学院教授，硕士生导师，副院长。第十三、十四届全国政协委员。